# Baby Doll
Baby Doll (bra: Boneca de Carne) é um filme estadunidense de 1956, do gênero drama, realizado por Elia Kazan e com roteiro de Tennessee Williams.

## Sinopse
É uma história sobre uma noiva-criança, seu marido estúpido e colérico e um homem de negócios que se torna rival dele e que explora ambos.

## Elenco
- Karl Malden .... Archie Lee Meighan
- Carroll Baker .... Baby Doll Meighan
- Eli Wallach .... Silva Vacarro
- Mildred Dunnock .... tia Rose Comfort
- Lonny Chapman .... Rock
- Rip Torn .... dentista (não creditado)
- Noah Williamson .... deputado
- Eades Hogue
- Jimmy Williams
- John Dudley

## Principais filmes e indicações
Oscar 1957 (EUA)

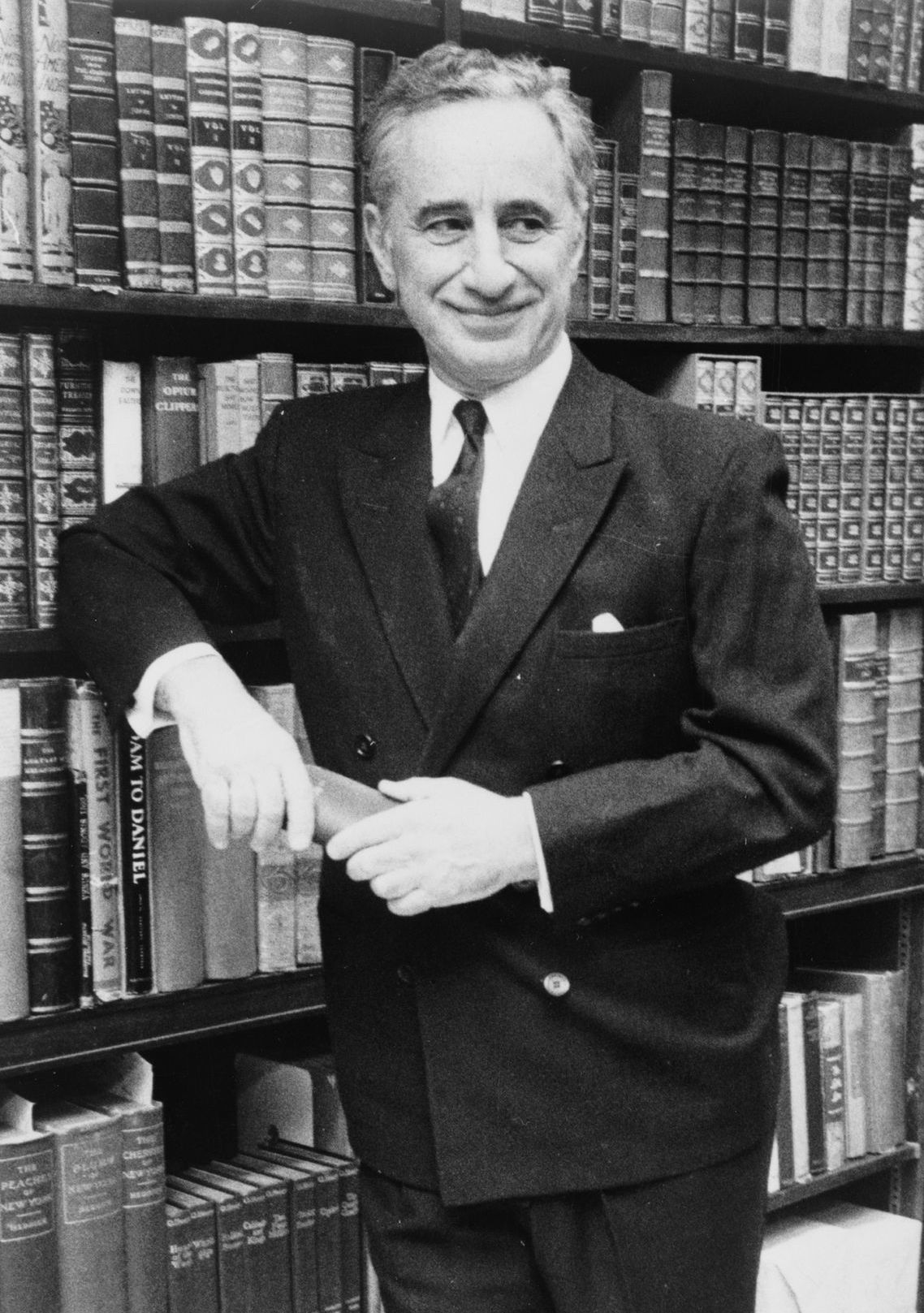
Elia Kazan, diretor de Baby Doll

- Indicado nas categorias de melhor atriz (Carroll Baker), melhor atriz coadjuvante (Mildred Dunnock), melhor fotografia - preto e branco e melhor roteiro adaptado.

Globo de Ouro 1957 (EUA)
Venceu na categoria de melhor diretor.
- Indicado nas categorias de melhor ator - drama (Karl Malden), melhor atriz - drama (Carroll Baker), melhor ator coadjuvante (Eli Wallach) e melhor atriz coadjuvante (Mildred Dunnock).

BAFTA 1957 (Reino Unido)
- Venceu na categoria de melhor revelação masculina (Eli Wallach).
- Indicado nas categorias de melhor filme, melhor ator estrangeiro (Karl Malden) e melhor atriz estrangeira (Carroll Baker).